# Sten Norström
Sten Gustaf Hjalmar Norström, född 23 augusti 1902 i Ludvika, död 13 april 1984 i Kungsholms församling, Stockholm, var en svensk officer i Armén och senare Flygvapnet.

## Biografi
Norström blev fänrik i Armén 1925. Han befordrades till löjtnant 1928, till löjtnant i Flygvapnet 1932, till kapten 1937, till major 1942, till överstelöjtnant 1947 och till överste 1954. I samband med FN-tjänst i Kongo befordrad till brigadgeneral 1961.  
Norström inledde sin militära karriär vid Västmanlands regemente i Armén. 1927–1928 genomgick han flygutbildning. År 1928 utnämndes han till löjtnant vid Västernorrlands regemente, men kom aldrig att tjänstgöra där. Då han utbildade sig till flygförare och flygspanare 1928–1929. Åren 1930–1934 tjänstgjorde han vid Fjärde flygkåren. 1935–1937 utbildade han sig vid Krigshögskolan. Åren 1937–1941 tjänstgjorde han vid Flygoperationsavdelningen på Flygstaben. 1941–1942 tjänstgjorde han vid Södermanlands flygflottilj. 1942–1953 tjänstgjorde han som stabschef vid Östra flygbasområdet. 1952–1954 var han flygattaché i Moskva. 1954–1957 var han chef för Västra flygbasområdet. Norström avgick 1957, med överstes rang. Efter sin aktiva tid i Flygvapnet tjänstgjorde han som FN-observatör i Egypten efter Suezkrisen. 1958 var han ordförande i Egyptiska-israeliska stilleståndskommissionen. 1961–1962 var han ställföreträdande chef för FN:s flyg (UN Air Division) i Kongo. 1968–1969 var han genom Röda Korset engagerad i Inbördeskriget i Nigeria. 1965–1971 var han ordförande i Föreningen för Fäktkonstens Främjande. Åren 1971–1974 var han engagerad vid Stockholm Fäktförbund. Åren 1978–1984 var han kanslichef vid Svenska Fäktförbundet. Norström blev riddare av Svärdsorden 1943 och av Vasaorden 1952. Han är begraven på Hovdestalunds kyrkogård i Västerås.